# Видимое меньшинство
Ви́димое меньшинство (англ. Visible minority, фр. Minorité visible) — определение в законодательстве Канады, относящееся к лицам, которые не входят в категории «белые люди» и «аборигены». В это широкое определение, используемое в частности в статистике, в свою очередь входят ряд подкатегорий на основе принадлежности к различным расам, этническим группам или странам происхождения. Крупнейшие группы в этом списке — выходцы из Южной, Юго-Восточной и Западной Азии, китайцы, афроканадцы, филиппинцы, арабы, латиноамериканцы, корейцы и японцы.
Термин впервые введён в 1975 году гражданской активисткой Кей Ливингстон в рамках обсуждения дискриминации, испытываемой цветными меньшинствами. В 1984 году его официально использовала Комиссия по равенству возможностей в трудоустройстве, а затем он был закреплён в Законе о равных возможностях в трудоустройстве 1986 года. С того же года его использует Статистическое бюро Канады. Согласно переписи населения 2016 года, 22,3 % населения Канады (7 674 580 человек) относили себя к видимым меньшинствам. В их число входили более 1,9 миллиона выходцев из Южной Азии, почти 1,6 миллиона китайцев и 1,2 миллиона афроканадцев. Процент видимых меньшинств среди населения Канады растёт с 1981 года, когда они составляли 4,7 % жителей страны (1,1 млн человек). Быстрее всего растёт численность филиппинцев и арабов, почти удвоившаяся за 10 лет с 2006 по 2016 год. 30 % из числа респондентов, относивших себя к видимым меньшинствам, родились в Канаде.
Термин «видимое меньшинство» вызывает критику. Сомнению подвергается его практическая ценность: так, органы ООН считают его слишком общим и распространяющимся на слишком многочисленные группы населения. Кроме того, понятие «меньшинства» не отражает ситуацию в регионах и населённых пунктах, где доля цветного населения в действительности превышает 50 %.